# Thomaskapel
De Thomaskapel is een kerkgebouw in Middelburg, aan de Vrijlandstraat in de wijk Dauwendaele, in 1976 gebouwd voor de Nederlandse Hervormde Kerk. Begin 1977 kon het gebouw in gebruik genomen worden. In 2002 is het gebouw aangekocht door de Volle Evangelie Gemeente Sion en is sindsdien in gebruik van deze gemeente.

## Geschiedenis
De behoefte aan een kerkgebouw ontstond nadat de Stichting Centrum voor bejaardenzorg van de Hervormde Gemeente in Middelburg een bejaardenhuis liet bouwen in de nieuwe wijk Dauwendaele, De Rustenburg. Echter, de gedachte om voor kerkelijke activiteiten de recreatiezaal van het bejaardenhuis te gebruiken bleek niet haalbaar. Daarom stelde de stichting grond beschikbaar naast het bejaardenhuis voor de bouw van een kerkgebouw. Het ontwerp werd gemaakt door architect ir. P.J. 't Hooft, de bouw werd uitgevoerd door aannemer W.P. van der Poel uit Terneuzen. Ds. J.C. Delbeek werd als wijkpredikant aangesteld. Op vrijdagavond 21 januari 1977 werd de kerk officieel in gebruik genomen.
In 1986 ontstond de Volle Evangelie Gemeente Sion. In 1999 werd V.E.G. Sion officieel als kerkgenootschap met een statutair reglement notarieel vastgelegd. In 2002 werd de Thomaskapel aangekocht.

## Orgel
Na enkele jaren had de hervormde wijkgemeente Zuid genoeg geld bij elkaar weten te brengen voor de aanschaf van een orgel. Voor 80.000 gulden werd een orgel besteld bij de orgelbouwer Leeflang. Op 14 april 1981 werd dit orgel in gebruik genomen. In 2002 werd dit orgel verkocht en overgeplaatst naar de Westerkerk van de Gereformeerde Gemeenten in Nederland. In 2015 werd het orgel weer verkocht, ditmaal aan een Rooms-Katholieke Kerk in Jaworzno, Polen.